# Pałac Małachowskich w Krakowie

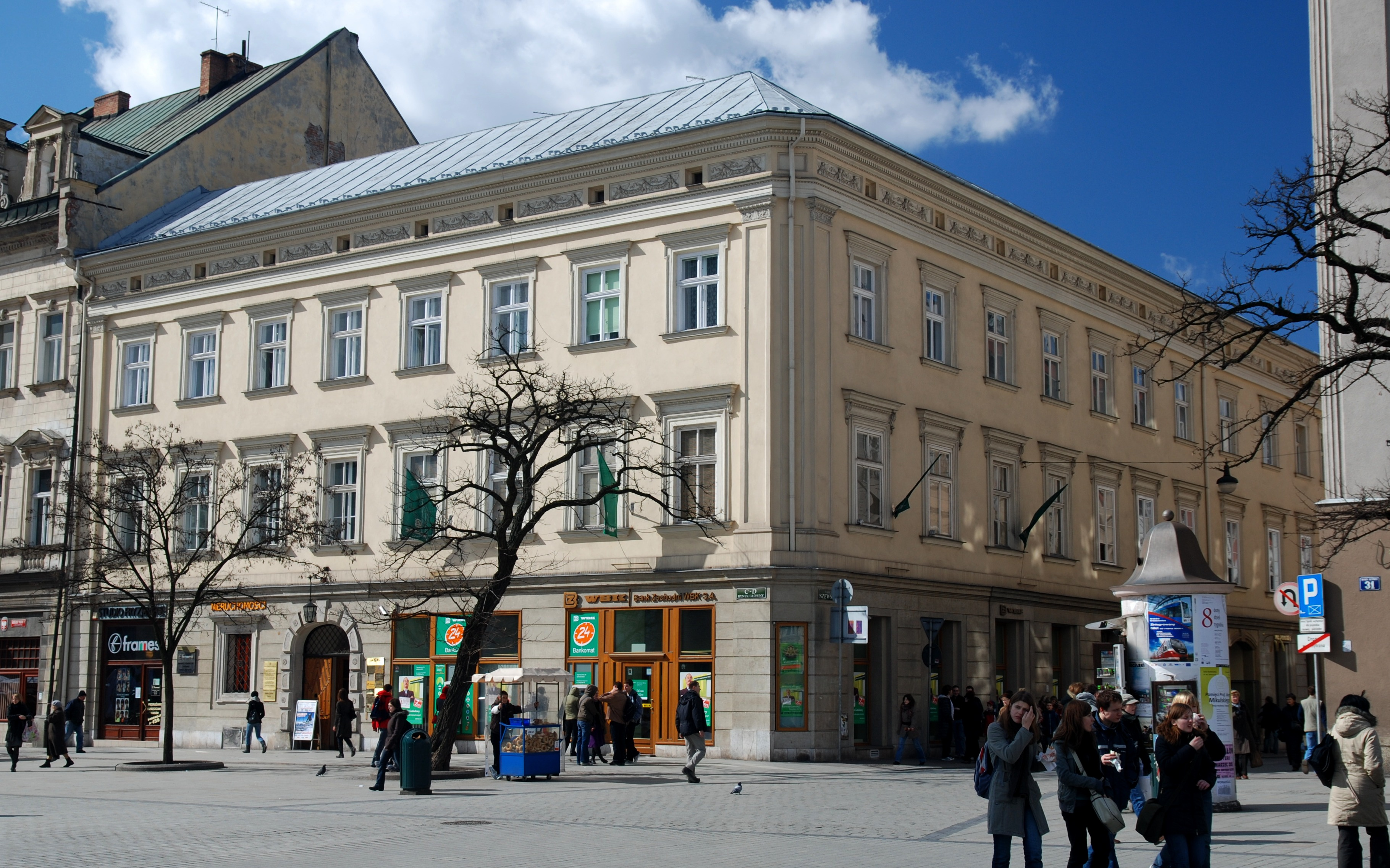
Pałac Małachowskich

Pałac Małachowskich (Kamienica Cyglarowska) – zabytkowa kamienica znajdująca się w Krakowie, w dzielnicy I przy Rynku Głównym 30, na rogu z ul. Szewską 2, na Starym Mieście.
Pałac powstał z połączenia i przebudowy trzech kamienic, które niegdyś zajmowały narożnik Rynku Gł. i ul. Szewskiej. Były to następujące kamienice: Cyglarowska, Kortynowska i Ryntowska. Rezydencja wzniesiona została w drugiej połowie XVIII w. dla Piotra Małachowskiego, wojewody krakowskiego, który pochodził ze starego i wielce zasłużonego dla Polski rodu Małachowskich herbu Nałęcz. Na szczegółowym planie krakowskiego Rynku Głównego z września 1787 r. widoczny jest znaczny fragment nowego pałacu z obszerną sienią, klatką schodową i dużymi pomieszczeniami na parterze. Piętrowa i rozległa budowla posiadała reprezentacyjne wnętrza z odpowiednim wystrojem i luksusowymi sprzętami. Majestatu i powagi dodawały rezydencji dwa renesansowe portale w sieni oraz drewniane stropy z profilowanymi belkami z XVII w. Detale te były reliktami przebudowanych kamienic. Pewne wyobrażenie o wyglądzie dawnych pałacowych wnętrz mogą nam dać odkryte po II wojnie światowej XIX-wieczne malowidła tzw. pompejańskie.
W ciągu XIX i XX w. pałac Małachowskich dosyć często zmieniał swoich właścicieli i przeznaczenie. Z biegiem lat budowla traciła swój reprezentacyjny charakter, aby w końcu przybrać dzisiejszy kształt. Część parterowa dawnej magnackiej rezydencji zaczęła służyć działalności gastronomicznej i handlowej. O dawnej świetności pałacu świadczy jeszcze tylko ozdobny barokowy portal wejściowy oraz zachowane w niektórych miejscach dekoracje klasycystyczne.
3 listopada 1965 kamienica została wpisana do rejestru zabytków. Znajduje się także w gminnej ewidencji zabytków.